# ザ・シネマ
ザ・シネマ（THE CINEMA）は、AXN株式会社が運営する、映画専門チャンネル。
スカパー!における直営放送（標準画質放送。ハイビジョン放送はスカパー・ブロードキャスティング〈SPBC〉 → スカパー・エンターテイメント〈SPET〉が衛星一般放送事業者として放送）のほか、スカパー!（東経110度CS放送）（衛星基幹放送事業者はSPET → 東北新社メディアサービス → AXNエンタテインメント）、日本各地のケーブルテレビ（CATV）局へ配信している。

## 概説
ハリウッド映画やその他の国の映画を放送するベーシック系のチャンネルとして、東北新社（90%出資）やスカイパーフェクト・コミュニケーションズ（現・スカパーJSAT）（10%出資）、在京キー局など10社で設立したベーシック・エンターテイメント株式会社により、2005年12月1日に開局。
映画放送中はCMを挟まず、メンテナンス時を除いて毎日24時間放送している。
一部の作品では古い（1980年代）ビデオソフトのマスターテープを使用しているため、本来ワイドスクリーンのものがテレビサイズにトリミングされてしまっているものがある。
基本的に、2.0chステレオ音声で放送されているため、サラウンド音声で制作された作品・吹替版でもステレオ化される。

## 沿革
- 2005年12月1日 - スカイパーフェクTV!（後のスカパー!プレミアムサービス（標準画質））で放送を開始。
- 2006年4月1日 - スカイパーフェクTV!100（現・スカパー!）で放送を開始。
- 2008年4月1日 - JCNの一部のグループ局でハイビジョン放送「ザ・シネマ HD」の放送を開始。
- 2009年10月1日 - スカパー!HD（現・スカパー!プレミアムサービス）でハイビジョン放送を開始。
- 2010年
  - 6月28日 - スカパー!e2（現・スカパー!）にて16:9（1.78:1）フルサイズのSD放送を開始。
  - 12月17日 - 東北新社がベーシック・エンターテイメントを連結子会社化。
- 2011年
  - 3月25日 - 東北新社の子会社「株式会社ザ・シネマ」設立。
  - 5月1日 - 株式会社ザ・シネマがベーシック・エンターテイメントから当チャンネルの運営を譲受[3]。
- 2012年4月17日 - スカパー!e2でのチャンネル番号をCh.228（CS1）からCh.227（CS2）へ変更。
- 2014年5月31日 - スカパー!プレミアムサービス（標準画質）での放送を終了。
- 2016年12月1日 - スカパー!プレミアムサービスの衛星一般放送事業者が、同プラットフォームの全テレビチャンネル一斉にSPBCからSPETに変更。
- 2017年
  - 1月24日 - 東北新社がBS4K放送「映画エンタテインメントチャンネル」（仮称）の衛星基幹放送事業者としての認可を受ける。
  - 9月1日 - 東北新社メディアサービスがこの日設立、同時にスカパー!の衛星基幹放送事業者がSPETから同社に変更。
  - 10月1日 - 東北新社がBS4K放送の放送事業を東北新社メディアサービスに事業移管。
- 2018年
  - 8月28日 - スカパー!での放送を標準画質からハイビジョン画質に変更。
  - 12月1日 - 新4K8K衛星放送の有料4Kチャンネル「ザ・シネマ 4K」[注 1]が開局。BS-8ch、40スロット、リモコンキーIDは「10」（BS Ch.4K 203）。
- 2021年
  - 3月26日 - 放送法の定める外資比率基準に違反したとして、「ザ・シネマ 4K」に関する衛星基幹放送事業者認定の取り消しの行政処分が、総務大臣武田良太から下される（後述）[4]。
  - 3月31日 - BSにおける「ザ・シネマ 4K」の新規契約の受け付けを終了[5]。
  - 4月30日 - この日をもって「ザ・シネマ 4K」が、BS Ch.4K 203での放送を終了（視聴契約も強制解約）し、CATVでの配信に一本化[5]。
  - 5月1日 - 同日付で「ザ・シネマ 4K」に関する衛星基幹放送事業者認定の取り消しの行政処分が執行。
- 2022年10月3日 - 東北新社が保有する株式をノジマの子会社であるAXNへ譲渡[6][7][8]。
- 2023年
  - 3月31日 - 同日付で「ザ・シネマ 4K」の放送を終了[9]。
  - 4月1日 - 運営会社である株式会社ザ・シネマがAXN株式会社に吸収合併された[10]。
- 2024年10月1日 - NTTドコモ傘下の動画配信サービス「Lemino」に「ザ・シネマメンバーズ」の提供を開始[11]。
- 2025年4月1日 - スカパー!の衛星基幹放送事業者をAXNエンタテインメントに変更[12][13][14]。これにより、東北新社は映画専門チャンネルの運営を終了した。

### 衛星基幹放送事業者認定に関する問題
東北新社の役職員による総務省の幹部を接待していた問題に絡んだ形で、2021年3月5日に行われた参議院予算委員会の質疑において、立憲民主党議員の小西洋之から、東北新社のBS4Kチャンネルの衛星基幹放送事業者の認定に際し、放送法で規定されている外資規制に違反しているという指摘があった。
衛星放送を含めた基幹放送事業者として事業認定を受ける際には、放送法第93条第1項第7号で掲げられた要件の一つとして、外資からの出資比率が20%未満である事が規定されており、20%を超えている場合は同法第103条第1項に基づいて認定を取り消すことが可能となっている。小西の指摘によれば、東北新社は2017年1月24日に総務省からBS4K放送の認定を受けたが、同年3月31日付の有価証券報告書では外資比率が21.23%とされており、この時点で外資規制違反に当たるとしている。だが、総務省は認定を取り消さず、東北新社は同年10月に子会社の東北新社メディアサービス（以下、メディアサービス）に事業移管を行っていた。小西の指摘に対し、総務大臣の武田良太は答弁で「外資規制に違反していた可能性が高いと考えられる」と認め、「東北新社からの確認を得て、ルールにのっとって必要な対応を取りたい」と回答した。
その後、事実関係の調査の実施とともに東北新社から説明を求めたところ、東北新社から「2016年10月の申請から2017年1月の認定までの間の正しい外資比率は20.75%であり、20%未満で申請したのはミスであった」と回答を受け、また提出資料を精査した結果放送法の規定要件を満たしていなかったことも確認された。これを受けて武田は2021年3月12日に行われた記者会見で、総務省による東北新社への放送事業の認定について重大な瑕疵があったと判断、事業を承継したメディアサービスに対し「ザ・シネマ 4K」に関する衛星基幹放送事業者としての認定を取り消す行政処分（以下、本処分）の方針を明らかにし、メディアサービスに対して同年3月時点で約700世帯の契約者への周知を行うよう要請する方針を示し、総務省に対しても事態を重く受け止め審査体制の強化を検討していくとした。
総務省は2021年3月17日に非公開の聴聞を行った上で、3月26日に5月1日付で本処分を執行することを発表した。これを受けて、東北新社とザ・シネマは4月30日24時をもってBS Ch.4K 203「ザ・シネマ 4K」の放送を終了することを発表した。これによりザ・シネマは新4K8K衛星放送史上初の完全撤退（試験放送を除く）と相成った。更に、衛星基幹放送事業者の認定取り消しの行政処分が下されるのは現行制度では史上初、旧制度の委託放送事業者を含めても2007年11月14日の電波監理審議会答申をもって即日執行されたWorld Independent Networks Japan（WINJ）以来2例目の事案となった。
なお衛星基幹放送事業者の認定はチャンネル（法令上は「番組」）毎に行われるため、同じメディアサービスが放送している「ザ・シネマ（HD）」（CS Ch.227）「ファミリー劇場」（CS Ch.293）「スーパー!ドラマTV #海外ドラマ☆エンタメ」（CS Ch.310）、同じ東北新社系列であるがメディアサービスとは別の衛星基幹放送事業者として直営放送している「スターチャンネル（HD）」（BS Ch.200-202）と「囲碁・将棋チャンネル」（CS Ch.363）は、いずれも認定時点で同様の瑕疵が無かったとして本処分の対象から外されている。
本処分が執行される5月1日以降は、テレビ受像機の誤作動回避のため、放送設備の撤収（最長で6月30日）までは、黒画面もしくはテロップの表示が認められる。
ケーブルテレビでは、本処分執行後の明暗が分かれた。日本デジタル配信（JDS）が実施しているCATV向けCSデジタル放送配信サービスでは本処分とは無関係に「ザ・シネマ 4K」の配信を継続するため、「ザ・シネマ 4K」をJDSで放送しているCATVは5月1日以降も放送を継続することが出来るが、BS再放送で放送していたCATVは4月30日の放送終了をもって強制終了されたためである。JDS利用局であれば信号元をBSからJDSへ切り換えることで強制終了の回避や強制終了後の放送再開が（少なくとも技術的には）できるが、本処分が下された時点でジャパンケーブルキャスト（JCC）が実施しているJC-HITSでは「ザ・シネマ 4K」を配信していないため、JC-HITS単独利用局はBS再放送で放送するしかなく、同時点でJC-HITSでの配信を開始する動きも見られないまま4月30日に強制終了された。
本処分が下された時点で既にJDSで放送していたため、5月1日以降も放送を継続していたCATV局は以下の通り。
- JCOM（本処分執行当時はジュピターテレコム、J:COM）各局 - 各局自体はJ:COMから配信されるが、J:COM本体がJDSの全国光NWを利用。
- 横浜ケーブルビジョン（YCV） - J:COM系列であるが、別途JDSの首都圏光NWを利用。
- ケーブルテレビ株式会社（栃木県）
- 愛媛CATV - 武田が本処分の方針を示した翌3月13日には、本処分が自局での視聴には影響しないことを告知していた（そもそもBS再放送では放送しておらずJDSのみで放送していた）[25]。なお同局はJDSとJC-HITS併用。

その後、「ザ・シネマ 4K」の放送を継続しているCATV各局についても2023年3月31日付で放送を終了することを2022年12月20日に発表した。

## 日本語吹替版について
ザ・シネマは日本語吹替版コンテンツにも力を入れており、往年の名吹替や貴重なテレビ吹替などを放送している。また、ザ・シネマ独自のオリジナル吹替も制作している。
|    | 作品名                                | 主演俳優                                    | 日本語吹替              | 演出       | 翻訳       | 制作                | 初回放送       | 備考                                                             |
| -- | ------------------------------------- | ------------------------------------------- | ----------------------- | ---------- | ---------- | ------------------- | -------------- | ---------------------------------------------------------------- |
| 1  | ブレードランナー ファイナル・カット   | ハリソン・フォード                          | 磯部勉                  | 伊達康将   | 岸田恵子   | 東北新社            | 2011年3月20日  | 吹替の力Blu-ray収録                                              |
| 2  | プロメテウス                          | ノオミ・ラパス                              | 佐古真弓                | 伊達康将   | 石原千麻   | 東北新社            | 2017年12月3日  | 吹替の帝王Blu-ray収録                                            |
| 3  | LIFE!                                 | ベン・スティラー                            | 堀内賢雄                | 清水洋史   | 埜畑みづき | 東北新社            | 2019年2月24日  | WOWOWやスター・チャンネルなどの放送でも使用されている。          |
| 4  | マッドマックス 怒りのデス・ロード     | トム・ハーディ                              | 宮内敦士                | 木村絵理子 | 小寺陽子   | 東北新社            | 2019年7月27日  | 現在は「封印」扱い。                                             |
| 5  | ハドソン川の奇跡                      | トム・ハンクス アーロン・エッカート         | 江原正士 木下浩之       | 伊達康将   | 李静華     | 東北新社            | 2020年12月27日 |                                                                  |
| 6  | シャザム!                             | ザッカリー・リーヴァイ                      | 草尾毅                  | 早川陽一   | 小寺陽子   | 東北新社            | 2021年11月7日  |                                                                  |
| 7  | セント・エルモス・ファイアー          | エミリオ・エステベス デミ・ムーア           | 新祐樹 ファイルーズあい | 依田孝利   | 小寺陽子   | 東北新社            | 2022年11月23日 |                                                                  |
| 8  | ワイルド・スピード                    | ポール・ウォーカー ヴィン・ディーゼル       | 高橋広樹 楠大典         | 宇出喜美   | 松崎広幸   | 東北新社            | 2024年1月28日  | 『ワイルド・スピード MAX』以降の劇場公開版と同じキャストを起用。 |
| 9  | ジュラシック・ワールド                | クリス・プラット ブライス・ダラス・ハワード | 山寺宏一 園崎未恵       | 日向泰祐   | 平田勝茂   | ザ・シネマ 東北新社 | 2025年2月23日  | 初のシリーズコンプリート収録。                                   |
| 10 | ジュラシック・ワールド/炎の王国       | クリス・プラット ブライス・ダラス・ハワード | 山寺宏一 園崎未恵       | 日向泰祐   | 平田勝茂   | ザ・シネマ 東北新社 | 2025年7月21日  | 初のシリーズコンプリート収録。                                   |
| 11 | ジュラシック・ワールド/新たなる支配者 | クリス・プラット ブライス・ダラス・ハワード | 山寺宏一 園崎未恵       | 日向泰祐   | 平田勝茂   | ザ・シネマ 東北新社 | 2025年7月21日  | 初のシリーズコンプリート収録。                                   |
| 12 | ワイルド・スピードX2                  | ポール・ウォーカー タイリース・ギブソン     | 高橋広樹 松田健一郎     |            |            |                     |                | 『ワイルド・スピード MAX』以降の劇場公開版と同じキャストを起用。 |
| 13 | ワイルド・スピードX3 TOKYO DRIFT      | ルーカス・ブラック                          | 浪川大輔                |            |            |                     |                | 『ワイルド・スピード MAX』以降の劇場公開版と同じキャストを起用。 |

## ザ・シネマメンバーズ
「選択肢の超少ないサブスク」を標榜する、ザ・シネマの定額制動画配信サービス。
配信作品はその標榜通り決して多くないものの、ミニシアターや単館系の作品を中心にスタッフが厳選した作品を配信している。